# Янош, Бранислав
Бранислав Янош (словац. Branislav Jánoš; род. 8 января 1971 года, Тренчин, Чехословакия) — словацкий хоккеист и тренер, игравший на позиции левого крайнего нападающего. 

## Карьера
Воспитанник хоккейной школы «Дукла» (Тренчин).
Выступал за клубы «Дукла» (Тренчин), «Брюнес» (Евле), «Злин», «Тршинец», «Капфенбергер СВ», «Зволен», «Слован» (Братислава), ХК «Трнава», «Лаузитцер Фюхсе», «Жилина», «Витковице Стил», «Банска-Бистрица», «СХК 37 Пьештяны», «ГКС» (Тыхы), ХК «Превидза», ХК «Пухов», ХК «Дубница».
В чемпионатах Словакии — 578 матчей, 470 очков (217+253). В чемпионатах Чехии — 270 матчей, 187 очков (87+100).  В чемпионатах Чехословакии — 172 матча, 185 очков (97+88). В чемпионатах Швеции — 15 матчей, 4 очка (2+2).
В составе национальной сборной Словакии: участник зимних Олимпийских игр 1994 и 1998 (12 матчей, 2+4), участник чемпионатов мира 1994 (группа C), 1995 (группа B), 1996, 1997 и 1998 (32 матча, 9 шайб + 12 передач).
После окончания карьеры хоккеиста стал тренером. Тренирует клуб «Гладиаторс Тренчин».

## Достижения
- Чемпион Чехословакии (1992)
- Чемпион Словакии (1994, 1997, 2005)
- Чемпион мира 1994 (группа C), 1995 (группа B)
- Серебряный призёр чемпионата Европы среди юниоров (1989), чемпионата Чехословакии (1990), чемпионата Словакии (1995, 1996)
- Бронзовый призёр молодёжного чемпионата мира (1991), чемпионата Чехословакии (1991, 1993), чемпионата Чехии (1999), чемпионата Словакии (2003, 2004), чемпионата Польши (2013)